# Evangelický kostel (Brno-Židenice)
Kostel českobratrské církve evangelické v Brně-Židenicích byl postaven v letech 1934–1935.

## Historie

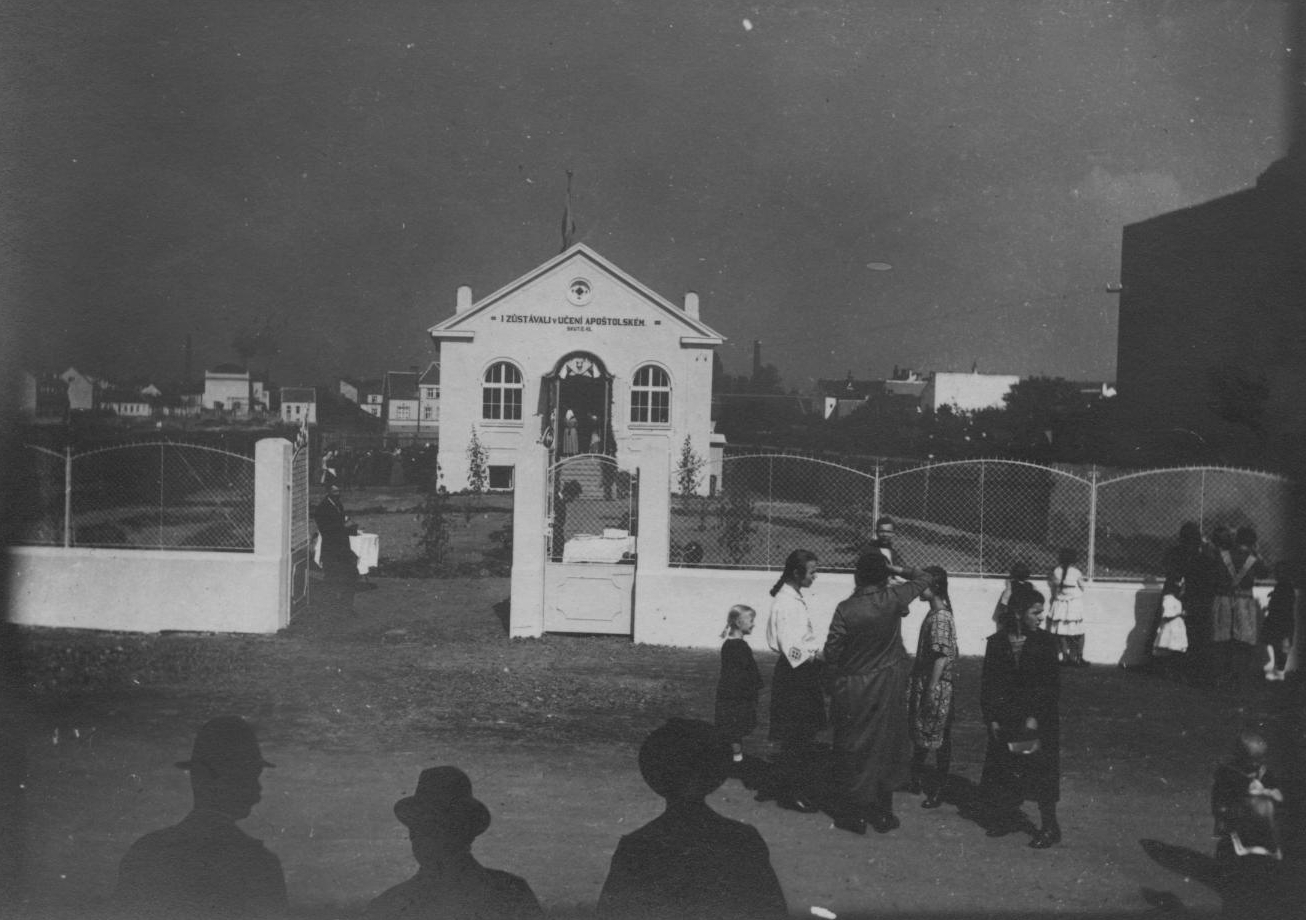
Původní modlitebna v Židenicích z roku 1924

Roku 1881 se objevily v Židenicích dvě přistěhovalé evangelické rodiny. Začátky církevní práce spadají do roku 1891, kdy byla zřízena první nedělní škola. Evangelíci z Židenic docházeli do kostela v Pellicově ulici. Počet českých evangelíků v Židenicích postupně narůstal, takže v roce 1921 zde byla založena na popud faráře Václava Pokorného kazatelská stanice, která konala bohoslužby v různých provizorních prostorách. V prosinci 1922 měla kazatelská stanice již 91 rodin, tj. 350 členů. Ke kazatelské stanici v Židenicích patřily i Nové Černovice, Juliánov a Zábrdovice.
V nově stavěné části Židenic získali evangelíci pozemek mezi dnešními ulicemi Jílkovou (tehdy Resslovou) a Konečného, v jehož středu roku 1924 vystavěli vlastní modlitebnu (realizovanou podle stejných plánů jako baptistická modlitebna v Lipové, nyní evangelický kostel). Již brzy ale tato stavba kapacitně nepostačovala, proto se objevily plány na stavbu kostela přiléhajícího k ulici Jílkově. Z kazatelské stanice se v roce 1929 stal farní sbor, na části pozemku přiléhající ke Konečného ulici vznikly dva činžovní domy s bytem pro budoucího faráře. Stavba kostela v Jílkově ulici podle funkcionalistického projektu architekta Miloslava Tejce byla zahájena v srpnu 1934, kostel byl slavnostně otevřen 2. července 1935 za přítomnosti synodního seniora Josefa Součka.
Kostel byl začleněn do zástavby rodinných domků v Jílkově ulici. Jeho osa je rovnoběžná s ulicí, presbytářem je obrácen k západu a jeho průčelí je funkcionalisticky strohé. Nejvýraznějším prvkem je nevysoká hranolová zvonice, na kterou byly pořízeny hodiny. Tři zvony darovali členové sboru K. Adamus, Fr. Toman a Fr. Pokorný. Objekt byl propojen otevřenou chodbou s bývalou modlitebnou v zahradě.
Chrám byl těžce poškozen při bombardování Brna 25. srpna 1944 a při přechodu fronty 24. dubna 1945 byl téměř zničen. Obnoven byl na jaře následujícího roku, instalovány zde byly také nové varhany od firmy Tuček z Kutné Hory. Otevřen byl 2. června 1946. V letech 1974–1976 došlo k úpravám interiéru podle návrhu výtvarníka a faráře Jiřího Zejfarta.
Chrám byl památkově chráněný, ovšem v roce 2020 Ministerstvo kultury České republiky rozhodlo, že zápis objektu do státního seznamu kulturních památek z roku 1989 proběhl opožděně, takže památková ochrana skončila 31. prosince 1987.

## Galerie

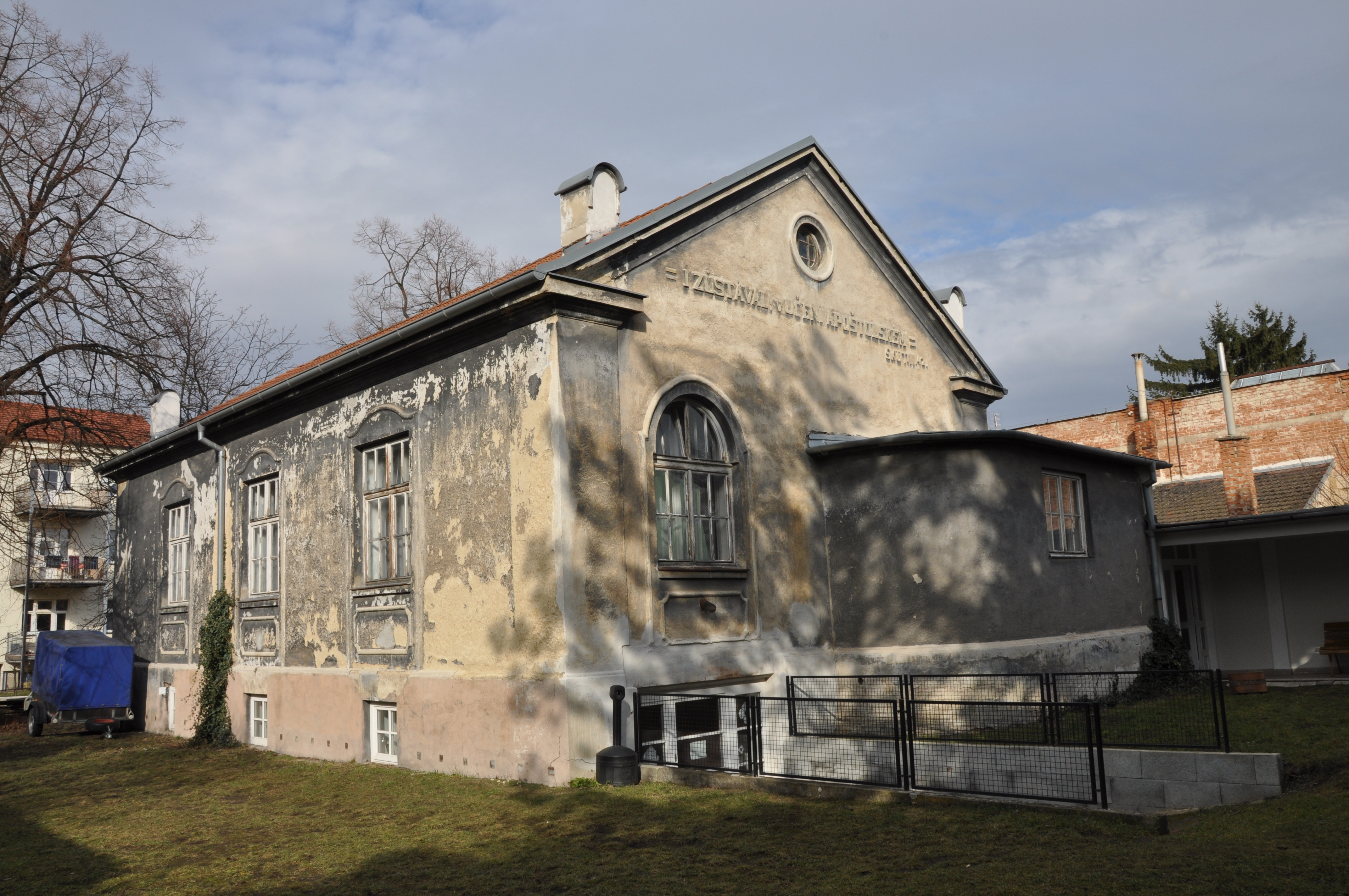
Původní modlitebna nacházející se ve vnitrobloku
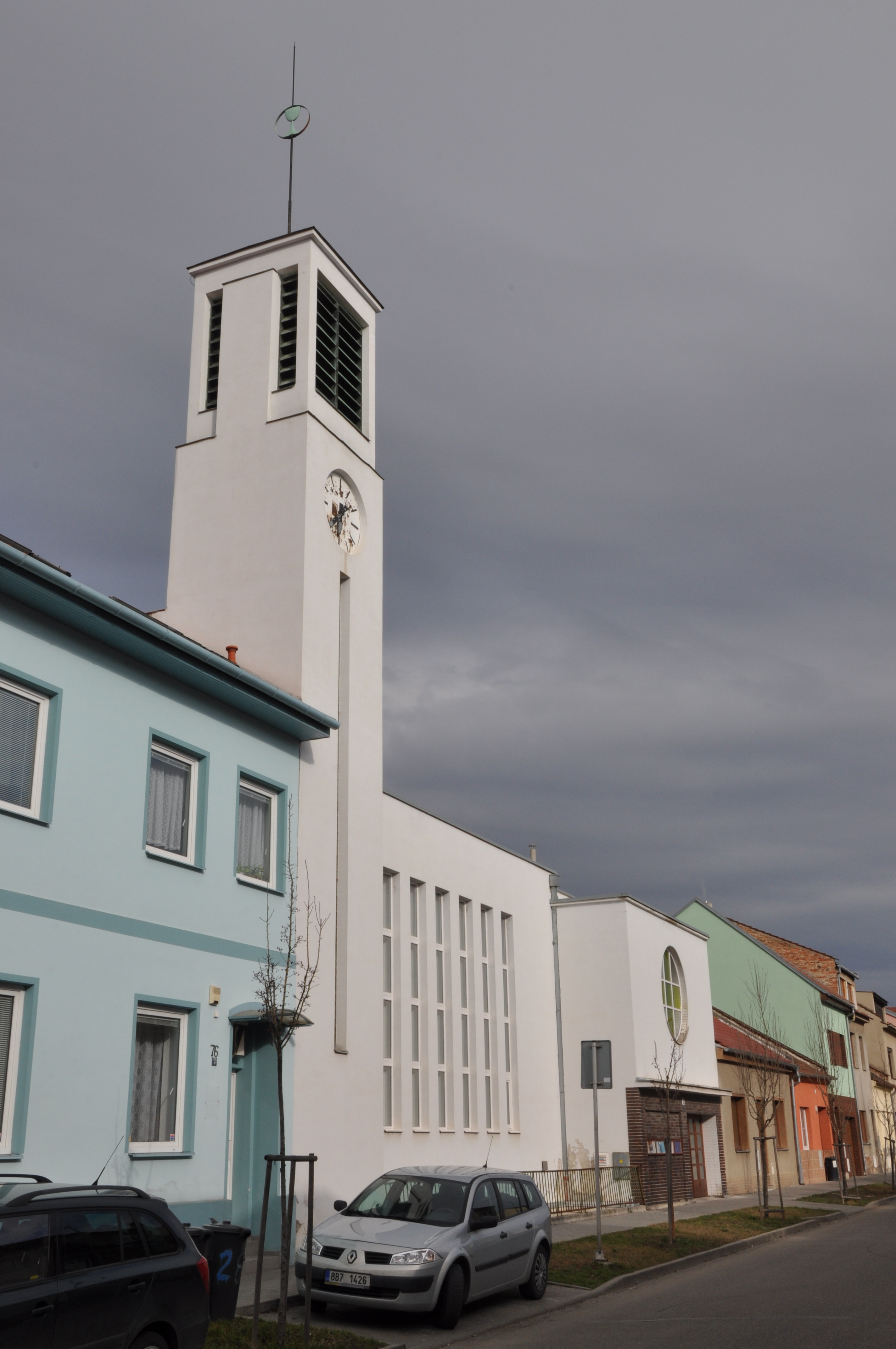
Exteriér kostela
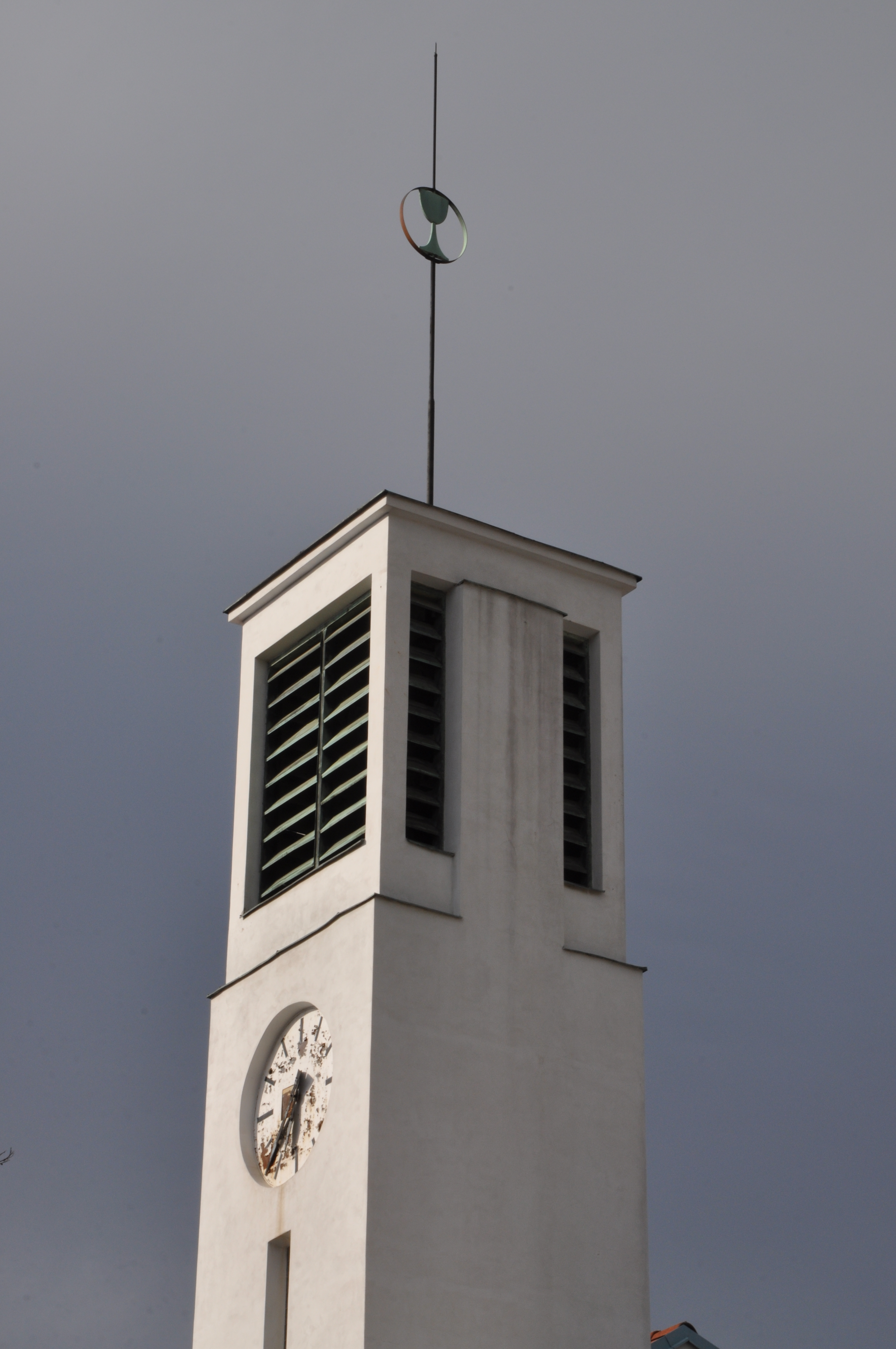
Vrchol zvonice
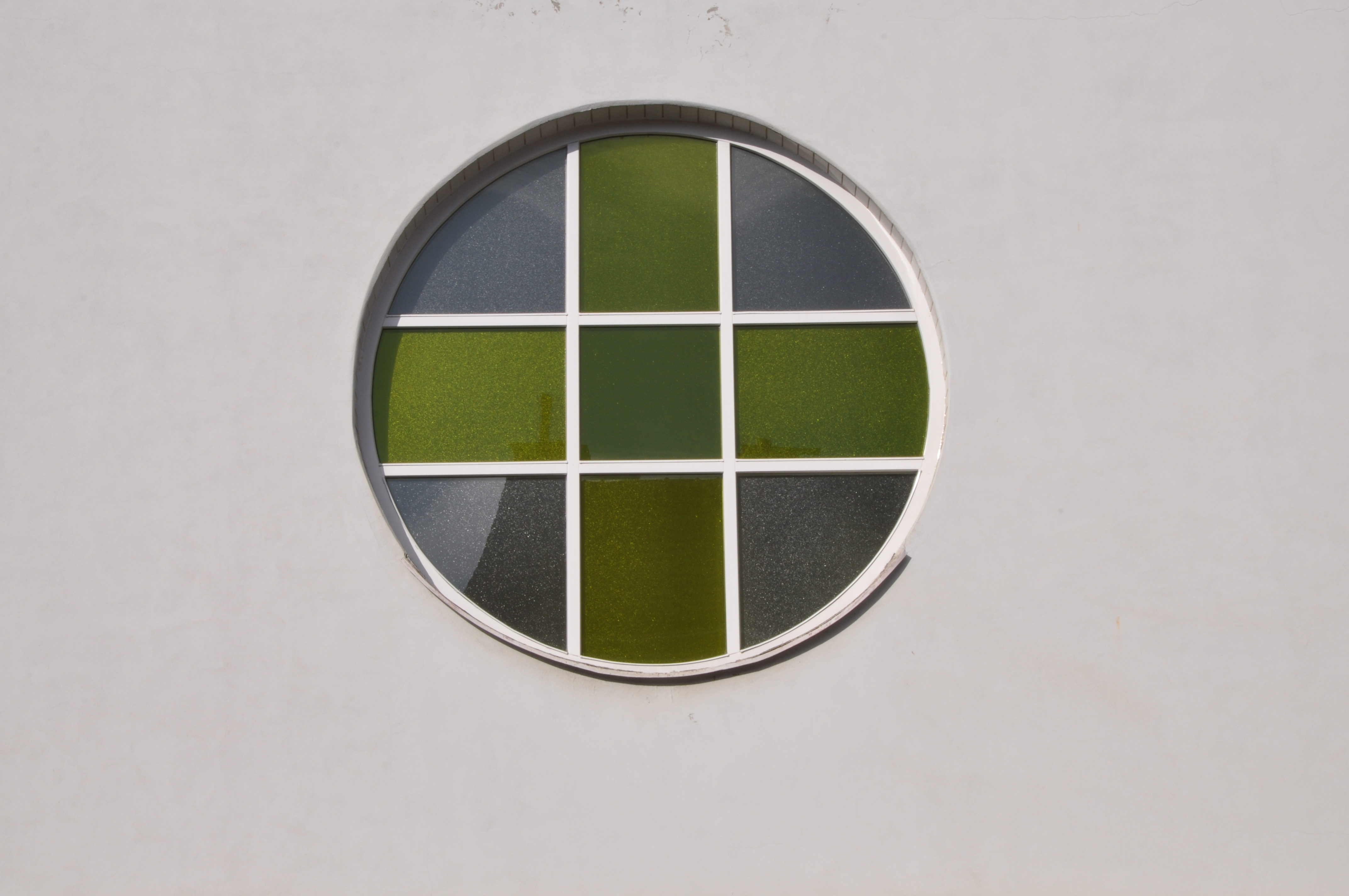
Kruhové okno
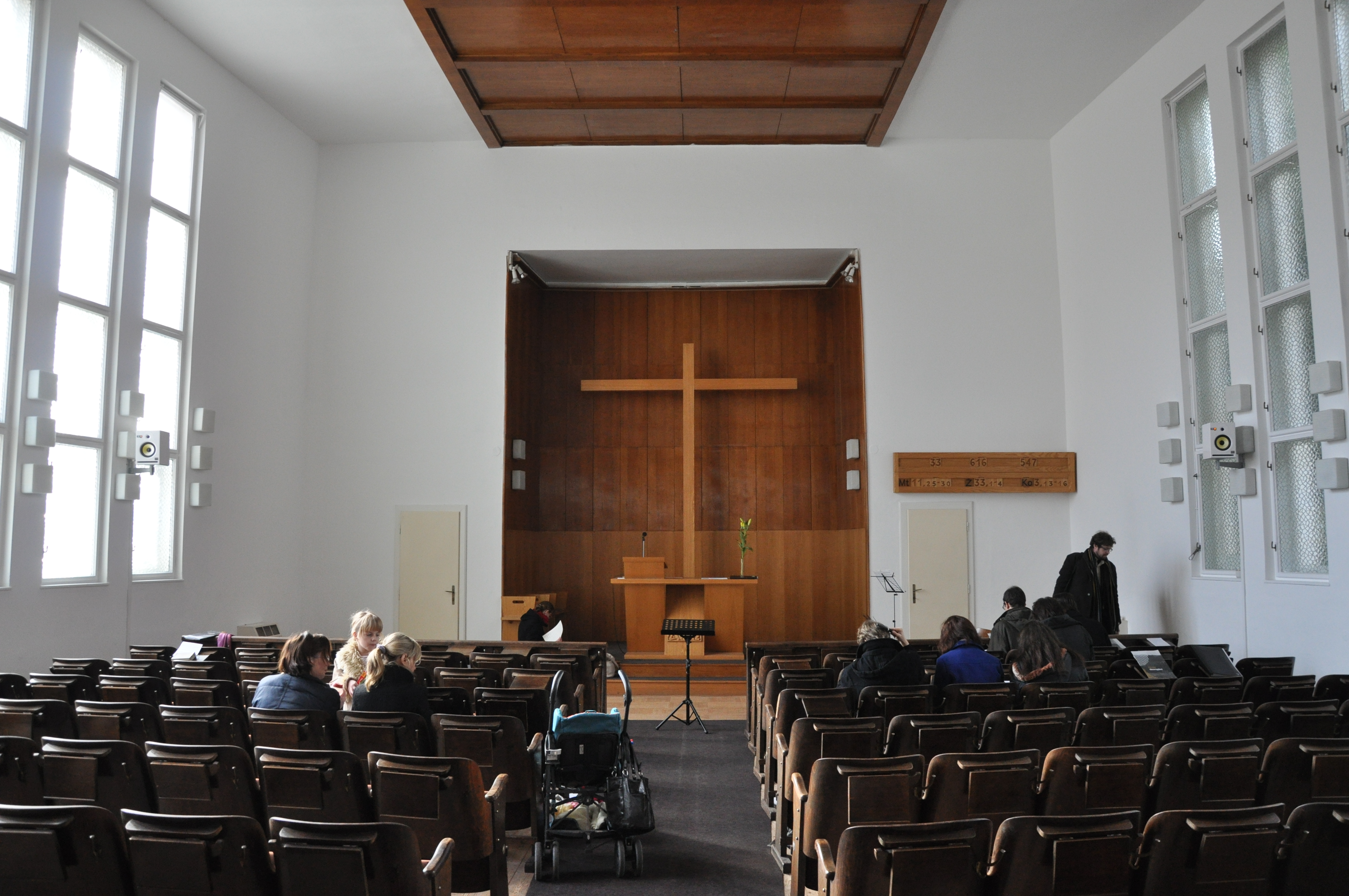
Interiér kostela
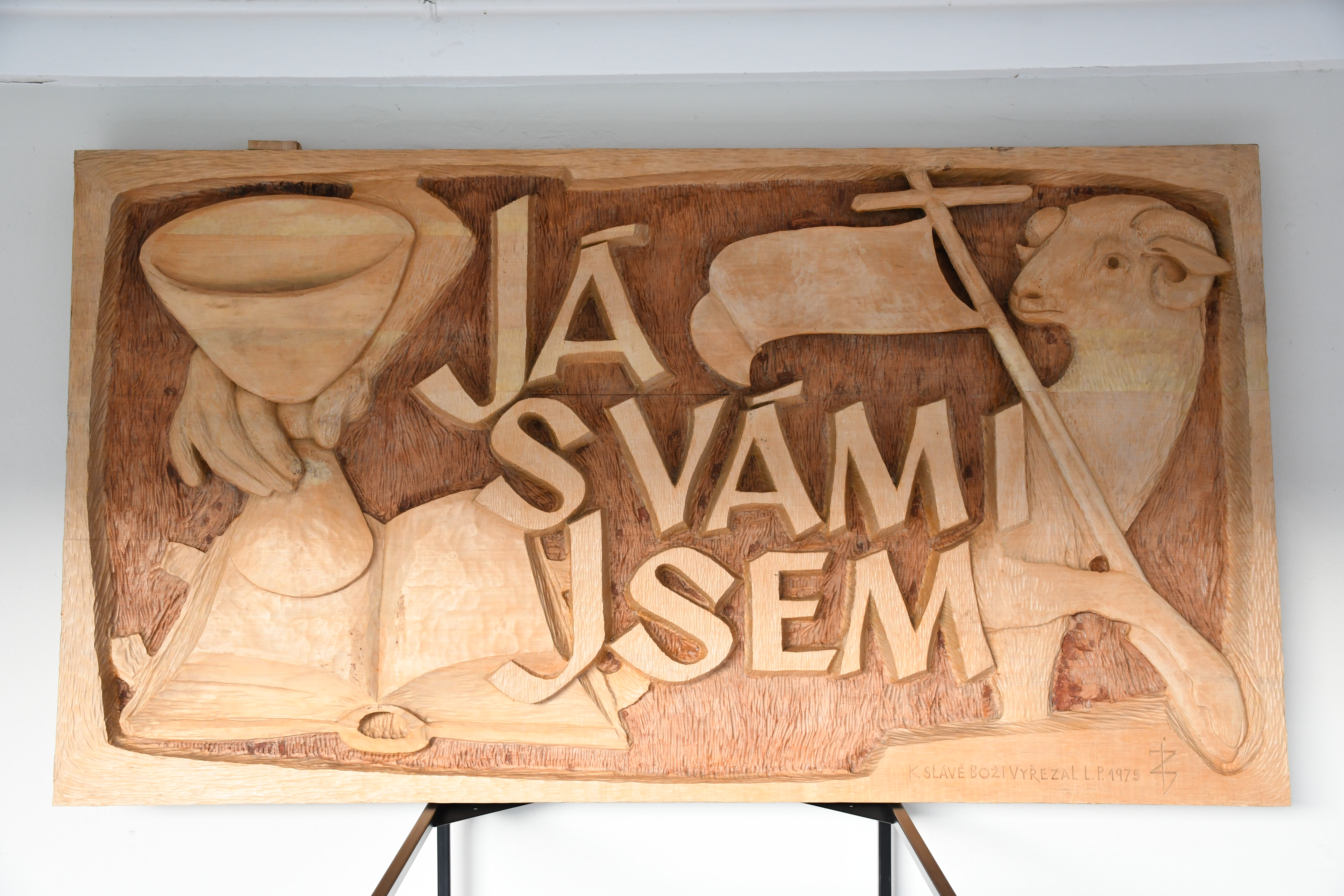
Řezbářské dílo Jiřího Zejfarta